# Babar, il re degli elefanti
Babar, il re degli elefanti (Babar: King of the Elephants) è un film d'animazione del 1999 diretto da Raymond Jafelice e prodotto da Nelvana, TV-Loonland e Home Made Movies in associazione con la Clifford Ross Company. Si tratta del secondo lingometraggio che ha per protagonista l'elefante Babar creato da Jean de Brunhoff, dopo il film Babar del 1989. La trama si basa sui primi quattro libri di Babar.

## Trama
Il film si apre con vari uccelli che eseguono "l'antico canto degli elefanti". Un marabù dice che persino gli elefanti hanno dimenticato da tempo il suo significato; solo gli uccelli ormai lo ricordano. Il marabù introduce "una storia sulla vita nella grande giungla", che fa iniziare con un avvenimento molto importante: la nascita dell'elefante Babar.
L'elefantino vive un'infanzia felice, accudito dalla madre e giocando con i suoi simili, tra i quali gli amici Arturo e Celeste. Un giorno, mentre cammina da sola con Babar, sua madre è colpita e uccisa da un bracconiere, e Babar deve scappare; dopo giorni e giorni di cammino arriva finalmente in una città. Babar esplora la città e si cimenta in attività umane come mangiare un gelato per la prima volta e tentare di fare un'ordinazione in un ristorante, ma intralciando anche il traffico e spaventando i cittadini. Incontra un'anziana signora, Madame, che gli dà il denaro per comprare un abbigliamento adeguato in un negozio. Dopo una lunga serie di prove di vestiti, Babar esce dal magazzino indossando una giacca verde, un papillon rosso e un cappello a bombetta. Madame invita Babar a stare con lei, e lo cresce come un essere umano, istruendolo su materie come la matematica, le buone maniere, e la guida dell'automobile. Sebbene Babar apprezzi la sua nuova vita, di tanto in tanto ripensa alla sua infanzia nella giungla, sentendo la mancanza degli amici elefanti e della madre.
Due anni dopo, durante una passeggiata con Madame, Babar è stupito di ritrovare Arturo e Celeste, che hanno lasciato la giungla per andare alla sua ricerca. Babar li fa rivestire e offre ai loro amici un gelato, quando compaiono la madre di Celeste e un altro elefante adulto proveniente dalla giungla, sulle tracce dei loro figli fuggiti. Dopo  un momento iniziale d'ira si rallegrano nel rivedere Babar, che pensavano morto. Essi lo informano che il re degli elefanti è morto per aver mangiato un fungo velenoso, lasciando i suoi sudditi allo sbando, e che i rinoceronti hanno dichiarato loro guerra a causa di una marachella di Arturo e di altri giovani elefanti. Quella sera, Madame e Babar concordano sul fatto che per lui sia tempo di tornare a casa.
A Babar viene dato un caloroso bentornato e si riunisce col vecchio elefante Cornelius, che ha cercato invano di mantenere l'ordine, e col resto degli elefanti. Nel frattempo Rataxes, il capo dei rinoceronti, mobilita le sue forze in preparazione della guerra con gli elefanti. Babar escogita un piano per fermare la guerra: dipinge musi mostruosi sul posteriore degli elefanti e li fa camminare al contrario verso i nemici. Il piano ha successo e fa ritirare precipitosamente le truppe dei rinoceronti. Babar quindi fa sì che Arturo si scusi con Rataxes per le offese ai rinoceronti, riportando così la pace nella giungla. Per la sua idea brillante e il suo coraggio, a Babar viene offerta la corona di re degli elefanti, che accetta alla condizione che Celeste diventi la sua regina.
Da re, Babar introduce presso gli elefanti la civiltà occidentale fondando una città. V'invita Madame, che giunge con una carovana di cammelli che trasportano i suoi bagagli, e assieme agli altri elefanti costruiscono capanne con tetti di paglia come abitazioni, ed edifici pubblici come un ospedale, un teatro e un tribunale. Celeste rivela a Babar di essere incinta; dà quindi alla luce i tre gemelli Flora, Pom e Alessandro. Nella città degli elefanti iniziano a sorgere dei problemi, tra i quali Madame che viene morsa da un serpente mentre cerca di proteggere Zefiro, la scimmietta di Arturo, e Cornelius che viene colpito da una trave caduta durante l'incendio della sua capanna. Sperando di distrarre Babar da questi eventi, Celeste progetta un picnic di famiglia con Arturo e Zefiro; il suo tentativo ha successo finché Alessandro, lasciato senza controllo si nasconde in un cestino che scivola nel lago, venendo quasi mangiato da un coccodrillo e rischiando di affogare prima di essere salvato dai suoi genitori. La sera, i tormenti di Babar si manifestano in un incubo nel quale viene minacciato da una visita della Sfortuna ed è salvato da angeli-elefanti, ma la mattina successiva è svegliato da Flora scoprendo che sia Cornelius che Madame si stanno ben riprendendo dai loro infortuni. Gli elefanti festeggiano il completamente della loro nuova e bella città, per la quale Babar propone il nome di Celestiopoli.

## Distribuzione
Il film fu distribuito in Canada il 26 febbraio 1999 e in Italia l'8 dicembre 2000.

## Critica
Sebbene generalmente lodato per l'aspetto tecnico e per i disegni semplici ma accurati, che si rifacevano alle illustrazioni originali dei racconti di Babar, al film è stato rimproverato un certo semplicismo della trama, che lo renderebbe interessante solo per il pubblico più piccolo.